# تو توك
تو توك (بالإنجليزية: ToTok) هو تطبيق مراسلة إماراتي يمكِّنُ مستخدميه من إجراء المحادثات النصية والمكالمات الصوتية ومكالمات الفيديو عبر تقنية VOIP عن طريق الإنترنت، يستخدم التطبيق تقنيات الذكاء الاصطناعي لتحسين جودة الاتصال. التطبيق مجاني وخالٍ من الإعلانات، ولا يحتوي على عرض أي نوع من المشتريات.
حصل تطبيق تو توك علي ملايين التحميلات في خلال الشهور القليلة الماضية، و يتراوح مستخدميه بين الشرق الأوسط وأوروبا وآسيا وشمال أمريكا. تخطى التطبيق حاجز التوقعات ليصبح من أكثر التطبيقات الاجتماعية تحميلًا في الولايات المتحدة الأمريكية.

## انتقادات
فوجئ مستخدمو تطبيق تو توك يوم الجمعة بإزالة التطبيق من متجر بلاي ستور لجوجل تبعه آب ستور الخاص بآبل. تم الكشف فيما بعد بعد تحقيق أجرته صحيفة نيو يورك تايمز و طبقًا لمتخصصين تجسس أمريكيين أن التطبيق هو أداة تجسس خاصة بالسلطات الإماراتية لمتابعة مستخدمي التطبيق والقاطنيين بالإمارات العربية المتحدة بشكل خاص. تم التخمين عن أن الشركة وراء تطبيق تو توك (بيرج هولدنج) هي في الأغلب لها علاقة بدارك ماتر، الشركة الإماراتية للأمن السيبراني والتي يعمل بها مسؤولين إماراتيين ومسؤولين سابقين بوكالة الأمن القومي الأمريكية.